# Artikel 116 des Grundgesetzes für die Bundesrepublik Deutschland
Artikel 116 des Grundgesetzes für die Bundesrepublik Deutschland regelt, wer Deutscher im Sinne des Grundgesetzes ist (Begriff des Bürgers). Diese Bestimmung enthält ethnische Kriterien in Bezug auf die Statusdeutschen, definiert die Zugehörigkeit zum deutschen Staatsvolk ansonsten aber unabhängig von Abstammung und Kultur. Abweichend von diesem Verständnis vertreten Rechtsextremisten und Rechtspopulisten einen ausschließlich ethnisch-abstammungsmäßigen Volksbegriff.

## Wortlaut
(1) Deutscher im Sinne dieses Grundgesetzes ist vorbehaltlich anderweitiger gesetzlicher Regelung, wer die deutsche Staatsangehörigkeit besitzt oder als Flüchtling oder Vertriebener deutscher Volkszugehörigkeit oder als dessen Ehegatte oder Abkömmling in dem Gebiete des Deutschen Reiches nach dem Stande vom 31. Dezember 1937 Aufnahme gefunden hat.
(2) Frühere deutsche Staatsangehörige, denen zwischen dem 30. Januar 1933 und dem 8. Mai 1945 die Staatsangehörigkeit aus politischen, rassischen oder religiösen Gründen entzogen worden ist, und ihre Abkömmlinge sind auf Antrag wieder einzubürgern. Sie gelten als nicht ausgebürgert, sofern sie nach dem 8. Mai 1945 ihren Wohnsitz in Deutschland genommen haben und nicht einen entgegengesetzten Willen zum Ausdruck gebracht haben.

## Erläuterungen

### Art. 116 Abs. 1 GG
Eine Legaldefinition für die Zugehörigkeit zum deutschen Volk gibt es nicht. Artikel 116 Abs. 1 liefert erstmals in der Verfassungsgeschichte eine begriffliche Festlegung des Begriffs Deutscher. Deutscher ist demnach ein Oberbegriff und umfasst sowohl die deutschen Staatsangehörigen als auch die im Anschluss genannten Flüchtlinge und Vertriebenen deutscher Volkszugehörigkeit. Mithin ist Staatsbürger, wer die deutsche Staatsangehörigkeit besitzt, sowie die hiermit gleichgestellten Personen, die insofern Träger von bürgerlichen Rechten und Pflichten sind. Das Grundgesetz unterscheidet mit diesem Begriff des Bürgers zwischen (allen) Menschen (Art. 1–5 GG), den deutschen Staatsbürgern und Unionsbürgern der Europäischen Union. Die Definition, Deutscher sei, wer die deutsche Staatsangehörigkeit besitzt, ist tautologisch.
Neu ist der eigenständige Rechtsbegriff des so genannten Statusdeutschen, den die Verfasser des Grundgesetzes in Art. 116 Absatz 1 schufen. Mit ihm wollten sie den Volksdeutschen weder die deutsche Staatsangehörigkeit umstandslos einräumen noch sie als Ausländer behandeln. Deutsche Staatsangehörige können keine Statusdeutschen sein. Diese sind jenen allerdings rechtlich im Wesentlichen gleichgestellt, insbesondere was die Ausübung der Grundrechte betrifft, die das Grundgesetz Deutschen vorbehält, also etwa die Versammlungs- und die Berufsfreiheit. Dies hatte zum Hintergrund die Millionen von Deutschen, die von den Bevölkerungsverschiebungen während und nach dem Zweiten Weltkrieg betroffen waren. Mit dem Begriff der deutschen Volkszugehörigkeit stellten sich die Verfasser des Grundgesetzes in die Kontinuität der deutschen Verfassungsgeschichte, die auch mit der Fortgeltung des Reichs- und Staatsangehörigkeitsgesetzes von 1913 betont wird. Volk wird darin nicht staatsbürgerlich, sondern ethnisch-kulturell konzipiert. Gleichzeitig übernahmen sie die historische Verantwortung für die Verbrechen des NS-Staats: In den von der Wehrmacht eroberten Gebieten Osteuropas waren Menschen, die die nationalsozialistischen Rassekriterien zu erfüllen schienen, ausgesondert worden, um sie in die privilegierte Herrenschicht zu integrieren. Nach der Befreiung dieser Gebiete durch die Rote Armee sahen sie sich der Rache der Mehrheitsbevölkerung, der Entrechtung und Vertreibung ausgesetzt. Für sie übernahm die Bundesrepublik nun die Verantwortung. Die deutschen Volkszugehörigkeit ist verfassungsrechtlich einzig bei den genannten Statusdeutschen von Belang. Mit dem Angebot, Volksdeutsche im Falle einer Einwanderung automatisch einzubürgern, erhebt die Bundesrepublik einen besonderen Vertretungsanspruch hinsichtlich dieser Minderheiten in Osteuropa.
Der Artikel steht im Abschnitt XI des Grundgesetzes, der Übergangs- und Schlussbestimmungen enthält. Der Artikel war als Provisorium bis zu abschließenden gesetzlichen Regelungen gedacht. Sein Zweck war nach übereinstimmender Rechtsprechung, vertriebenen Volksdeutschen und ihren Familien einen Rechtsstatus zu verschaffen, der ihre Integration in die Gesellschaft der Bundesrepublik erleichtern sollte. Dieser Übergangszustand währte mehr als fünfzig Jahre. Mit dem Gesetz zur Reform des Staatsangehörigkeitsrechts vom 15. Juli 1999 wurde allen Statusdeutschen mit Wirkung vom 1. August 1999 automatisch die deutsche Staatsangehörigkeit zuerkannt.
Die deutsche Staatsangehörigkeit galt auch für die Bürger der DDR. Deren Staatsbürgerschaft maß die Bundesrepublik lediglich eine begrenzte Bedeutung und Rechtswirkung bei. Das Bundesverfassungsgericht stellt nach dem Grundlagenvertrag, mit dem die Regierung Brandt 1973 die DDR staatsrechtlich anerkannt hatte, 1973 ausdrücklich fest, dass die deutsche Staatsangehörigkeit, auf die Art. 116 Abs. 1 GG Bezug nahm, „zugleich die Staatsangehörigkeit der Bundesrepublik Deutschland ist“. Daraus ergab sich die Verpflichtung, „jeden Bürger der DDR, der in den Schutzbereich der Bundesrepublik und ihrer Verfassung gerät, gem. Art. 116 Abs. 1 und 16 GG als Deutschen wie jeden Bürger der Bundesrepublik zu behandeln“. DDR-Bürger galten demnach in der Bundesrepublik als Inländer. Hierin sah die DDR einen Eingriff in ihre inneren Angelegenheiten und in ihr völkerrechtlich garantiertes Selbstbestimmungsrecht. Die Anerkennung einer eigenen Staatsbürgerschaft der DDR war eine der Geraer Forderungen Erich Honeckers vom 13. Oktober 1980. Zwar kamen danach Stimmen auf, die sich für die Anerkennung der DDR-Staatsbürgerschaft aussprachen – so zum Beispiel vom saarländischen Ministerpräsidenten Oskar Lafontaine –, doch war dies in einer Formulierung des Staatsrechtlers Burkhardt Ziemske nur eine „Gespensterdiskussion“.

### Art. 116 Abs. 2 GG
Nach seinem Sinn und Zweck dient Absatz 2 der Wiedergutmachung nationalsozialistischen Unrechts im Bereich des Staatsangehörigkeitsrechts. Die Ausbürgerung von jüdischen Staatsbürgern nach dem Gesetz über den Widerruf von Einbürgerungen und die Aberkennung der deutschen Staatsangehörigkeit vom 14. Juli 1933 bleibt ein historisches Geschehen, das als solches nicht nachträglich beseitigt werden kann. Art. 116 Abs. 2 GG will aber das Unrecht, das den ausgebürgerten Verfolgten angetan worden ist, im Rahmen des Möglichen ausgleichen.
Frühere deutsche Staatsangehörige, denen zwischen dem 30. Januar 1933 und dem 8. Mai 1945 die Staatsangehörigkeit aus politischen, rassischen oder religiösen Gründen entzogen worden war und ihre Abkömmlinge sind auf Antrag wieder einzubürgern (Art. 116 Abs. 2 Satz 1 GG). Ihnen wird ein Rechtsanspruch auf Wiedereinbürgerung (Repatriierung) zuerkannt, so sie im Ausland leben. Leben sie in Deutschland und haben keinen entgegengesetzten Willen zum Ausdruck gebracht, gelten sie als nicht ausgebürgert (§ 116 Abs. 2 Satz 2 GG). Auch dies zeigt, dass die Verfasser des Grundgesetzes Verantwortung für das nationalsozialistische Unrecht übernahmen.

#### Nichteheliche Abkömmlinge von NS-Verfolgten
Nach Ansicht des Bundesverwaltungsgerichts standen die Rechte der Abkömmlinge nur Kindern oder Enkeln eines Ausgebürgten zu, die zu ihm in einem rechtlichen Verhältnis standen, an welches das deutsche Staatsangehörigkeitsrecht den Erwerb der deutschen Staatsangehörigkeit knüpft. Nichteheliche Kinder deutscher Väter gehörten nicht dazu.
Mit Beschluss vom 20. Mai 2020 ist das Bundesverfassungsgericht dieser Auffassung entgegengetreten. Diese Auslegung des Begriffs „Abkömmlinge“ trage der Bedeutung und Tragweite des Art. 6 Abs. 5 GG und des Art. 3 Abs. 2 GG nicht hinreichend Rechnung. Der Wortlaut des Art. 116 Abs. 2 Satz 1 GG spreche von „Abkömmlingen“, ihm lasse sich eine Eingrenzung auf eheliche Abkömmlinge nicht zwingend entnehmen. Der Begriff „Abkömmlinge“ in Art. 116 Abs. 2 Satz 1 GG ist demnach weit auszulegen, dabei die verfassungsrechtlichen Wertentscheidungen zugunsten nichtehelicher Kinder miteinzubeziehen und den Einbürgerungsanspruch nicht solchen Abkömmlingen vorzuenthalten, die nach einem durch das Grundgesetz überwundenen Rechtsverständnis die deutsche Staatsangehörigkeit von ihrem Vater auch ohne dessen Ausbürgerung nicht hätten erwerben können. Nur eine Auslegung des Abkömmlingsbegriffs, die nichteheliche Kinder eines ausgebürgerten Vaters umfasst, dürfte zudem mit Art. 8 und Art. 14 EMRK vereinbar sein.

#### Wiedereinbürgerung NS-Verfolgter nach einfachem Recht
Durch das Vierte Gesetz zur Änderung des Staatsangehörigkeitsgesetzes vom 12. August 2021 wurde in § 15 StAG ein gesetzlicher Anspruch auf Wiedergutmachungseinbürgerung für Personen geschaffen, die von nationalsozialistischen Verfolgungsmaßnahmen betroffen waren, aber keinen Anspruch auf Wiedererwerb der deutschen Staatsangehörigkeit nach der Wiedergutmachungsvorschrift des Art. 116 Abs. 2 GG haben, weil sie nicht förmlich ausgebürgert worden waren. Diese Regelung betrifft Personen, die nicht förmlich ausgebürgert worden waren, aber im Zusammenhang mit Verfolgungsmaßnahmen aus den in Art. 116 Abs. 2 Satz 1 GG aufgeführten Gründen in der Zeit vom 30. Januar 1933 bis zum 8. Mai 1945 die deutsche Staatsangehörigkeit aufgegeben oder verloren hatten oder nicht erwerben konnten.

## Kritik
Laut dem Historiker Dieter Gosewinkel hatte die Staatsangehörigkeitskonzeption des Grundgesetzes, wie sie sich in Art. 116 zeigt, einen provisorischen und rückwärtsgewandten Charakter, vorausweisend oder neugestaltend war sie nicht. „Sie stellte sich in die historische Kontinuität, um die fragmentierte staatliche Gegenwart zu stabilisieren und die Folgelasten der Unrechtsvergangenheit zu bewältigen“. Auch nach der Entscheidung des Bundesverfassungsgerichts aus dem Jahr 2020, welche eine weite Auslegung von Art. 116 Abs. 2 GG fordert, werden aufgrund des Wortlauts verbleibende Rechtsunsicherheiten für dort nicht genannte Opfergruppen und Mehrfachverfolgte befürchtet und kritisiert.

## Teso-Beschluss und NPD-Verbotsverfahren
Art. 116 GG war die Grundlage des sogenannten Teso-Beschlusses des Bundesverfassungsgerichts vom 21. Oktober 1987, der starke Beachtung fand. Dabei ging es um die Verfassungsbeschwerde Marco Tesos, der 1940 als Sohn eines Italieners und einer Deutschen in Meißen geboren wurde. Die Mutter hatte durch ihre Eheschließung mit einem Ausländer ihre deutsche Staatsangehörigkeit verloren, erhielt sie aber nach ihrer Scheidung durch Einbürgerung wieder zurück. Dies galt nicht für ihren Sohn, der erst 1954 einen Personalausweis der Deutschen Demokratischen Republik erhielt. 1967 ließ sich Teso einen italienischen Pass ausstellen, mit dem er 1969 in die Bundesrepublik übersiedeln konnte. Dort erhielt er zunächst einen deutschen Personalausweis, der ihm aber 1974 mit der Begründung aberkannt wurde, er sei weder deutscher Staatsangehöriger noch Deutscher ohne deutsche Staatsangehörigkeit im Sinne des Art. 116 Abs. 1 Grundgesetz. Teso beschritt dagegen den Rechtsweg durch mehrere Instanzen, bis ihm das Bundesverfassungsgericht schließlich recht gab: Der Erwerb der Staatsbürgerschaft der DDR sei rechtlich gleichbedeutend mit dem Erwerb der deutschen Staatsangehörigkeit im Sinne des Grundgesetzes. Dies gelte unabhängig von der ethnischen Zuordnung. Dass der Volksbegriff des Grundgesetzes „nicht […] vor allem oder auch nur überwiegend nach ethnischen Zuordnungen bestimmt“, bekräftige das Bundesverfassungsgericht am 17. Januar 2017 im Zuge des NPD-Verbotsverfahrens: Der Teso-Beschluss von 1987 dokumentiere „die fehlende Ausschließlichkeit der ethnischen Herkunft für die Bestimmung der Zugehörigkeit zum deutschen Volk“.

„Der Gesetzgeber [könne] gar nicht konstitutiv entscheiden […], wer zum ‚deutschen Volk‘ gehöre, da sich dies aus ethnisch-rassischen Kriterien ergebe. Art. 116 Abs. 1 Var. 1 GG bestätige gerade, dass die ‚Volkszugehörigkeit‘ allein nicht darüber bestimmen dürfe, wer zum Staatsvolk gehöre, sondern dass dies bewusst dem Gesetzgeber im Rahmen des Staatsangehörigkeitsrechts überlassen werde.“

## Neue Rechte und Rechtspopulismus
Organisationen, die abweichend von Art. 116 einen ethnisch-abstammungsmäßig definierten Volksbegriff vertreten und somit ethnischen Minderheiten die Zugehörigkeit zum deutschen Staatsvolk verwehren, werden vom Bundesamt für Verfassungsschutz als gesichert rechtsextremistisch geführt, da dies mit der in Art. 1 des Grundgesetzes schrankenlos garantierten Menschenwürde unvereinbar ist. Dies gilt für das Institut für Staatspolitik des neurechten Publizisten Götz Kubitschek. Auch einzelne Politiker der AfD vertreten einen solchen Volksbegriff und würdigen Menschen mit Migrationshintergrund pauschal herab. Daher wurden mehrere Landesverbände der Partei vom Verfassungsschutz als Prüffall eingestuft, der Landesverband Thüringen gilt als gesichert rechtsextremistisch, ebenso die Landesverbände Sachsen und Sachsen-Anhalt und die Jugendorganisation Junge Alternative.